# السعودية في كأس الخليج العربي 1986
تعرضُ هذه المقالة مُشاركة المنتخب السّعُوديّ في كأس الخليج العربي 1986، التي عُقِدَت في البحرين بَيْنَ 22 مارس و7 أبريل.

## البُطُولة

### المجمُوعة
| فريق                     | لعب | ف | ت | خ | له | عليه | ف.أ | نقاط |
| ------------------------ | --- | - | - | - | -- | ---- | --- | ---- |
| الكويت                   | 6   | 5 | 1 | 0 | 11 | 4    | +7  | 11   |
| الإمارات العربية المتحدة | 6   | 3 | 1 | 2 | 10 | 7    | +3  | 7    |
| السعودية                 | 6   | 3 | 0 | 3 | 9  | 9    | 0   | 6    |
| قطر                      | 6   | 1 | 4 | 1 | 4  | 5    | −1  | 6    |
| البحرين                  | 6   | 1 | 4 | 1 | 4  | 5    | −1  | 6    |
| العراق                   | 6   | 1 | 3 | 2 | 8  | 9    | −1  | 5    |
| عمان                     | 6   | 0 | 1 | 5 | 4  | 11   | −7  | 1    |

### المُباريات

#### السّعُودية ضد الكويت
| الكويت                              | 1-3 | السعودية      |
| ----------------------------------- | --- | ------------- |
| فيصل الدخيل · عادل عباس · يوسف سويد |     | ماجد عبد الله |

#### السّعُودية ضد البحرين
| البحرين              | 1-2 | السعودية      |
| -------------------- | --- | ------------- |
| حمد محمد · مرجان عيد |     | ماجد عبد الله |

#### السّعُودية ضد عمّان
| السعودية                                      | 1-3 | عمان      |
| --------------------------------------------- | --- | --------- |
| ماجد عبد الله · محيسن الجمعان · ماجد عبد الله |     | غلام خميس |

#### السّعُودية ضد العِرَاق
| السعودية                       | 1-2 | العراق    |
| ------------------------------ | --- | --------- |
| محمود عبد الجواد · فهد الهريفي |     | كريم صدام |

#### السّعُودية ضد الإمارات العربية المُتَّحِدة
| الإمارات العربيّة المُتّحِدَة  | 0-2 | السعودية |
| ------------------------- | --- | -------- |
| فهد خميس · عدنان الطلياني |     |          |

#### السّعُودية ضد قَطَر
| السعودية                     | 0-2 | قطر |
| ---------------------------- | --- | --- |
| محيسن الجمعان · شايع النفيسة |     |     |

## مَرَاجِع
1. ↑  "الموقع الدائم لكأس الخليج العربي". مؤرشف من الأصل في 29 ديسمبر 2017. اطلع عليه بتاريخ 4 فبراير 2018.